# Le Breuil, Marne
Le Breuil är en kommun i departementet Marne i regionen Grand Est (tidigare regionen Champagne-Ardenne) i nordöstra Frankrike. Kommunen ligger i kantonen Dormans som tillhör arrondissementet Épernay. År 2022 hade Le Breuil 377 invånare.

## Befolkningsutveckling
Antalet invånare i kommunen Le Breuil
| Referens: INSEE |